# أليخاندرو غيريرو
أليخاندرو غيريرو (بالإسبانية: Alejandro Guerrero)‏ هو منافس ألعاب قوى مكسيكي.